# EA Sports
EA Sports este o divizie a Electronic Arts care dezvoltă și publică jocuri video sportive. Anterior un truc de marketing al Electronic Arts, în care au imitat rețele de sporturi din viața reală numindu-se "EA Sports Network" (EASN) cu picturi sau suporteri, au crescut la a deveni o submarcă proprie, lansând serii de jocuri precum EA Sports FC, PGA Tour, NHL, NBA Live și Madden NFL.
Majoritatea jocurilor sub această marcă sunt dezvoltate de EA Vancouver, studioul Electronic Arts în Burnaby, British Columbia și EA Orlando (fostul Tiburon Studios) în Orlando, Florida. Rivalul principal al EA Sports este 2K Sports. Notabil, până în, ambele companii s-au întrecut în jocurile NBA, cu 2K lansând seria NBA 2K. Konami este rivalul său în jocuri de football cu propria lor serie eFootball.
Pentru mai mulți ani după crearea mărcii, toate jocurile EA Sports au început cu un video stilizat de cinci minute introducând marca cu Andrew Anthony dând voce la motto, "It's in the game" ("Este în joc"), însemnând că jocurile sale sunt concentrate pe simularea sporturilor actuale cât mai autentic și complet posibil; Anthony nu a fost niciodată compensat pentru apariție și a făcut acest lucru doar ca o favoare pentru un prieten.
Spre deosebire de alte companii de jocuri sportive, EA Sports nu are nicio legătură specială către o singură platformă, ceea ce înseamnă că toate jocurile sale sunt destinate către cele mai bine vândute platforme active, uneori la mult timp după ce majoritatea companiilor le-au abandonat. De exemplu, FIFA 98, Madden NFL 98, NBA Live 98 și NHL 98 au fost lansate pentru Sega Genesis și Super NES în 1997; Madden NFL 2005 și FIFA 2005 au fost lansări PlayStation în 2004 (FIFA 2005 și Madden NFL 2005 au fost de asemenea ultimele două lansări pe PlayStation); și NCAA Football 08 a avut o lansare pe Xbox în 2007. Madden NFL 08 a avut, de asemenea, lansări pe Xbox și GameCube în 2007, și a fost titlul final lansat pe GameCube, cu Madden NFL 09 urmând ca titlul final pe Xbox. În plus, NASCAR Thunder 2003 și NASCAR Thunder 2004 au fost lansate nu doar pentru PlayStation 2, dar și pentru originalul PlayStation. Numele de marcă EA Sports este folosit ca sponsor al echipei engleze de Football League Two Swindon Town F.C. din sezonul 2009–10 și EA Sports Cup în Republica Irlanda. În iulie 2021, hackeri care au spart Electronic Arts în iunie 2021 au lansat întregul cache de date furate după ce au eșuat în a extorționa compania și apoi au vândut fișierele furate la un cumpărător terță. Înainte de startul sezonului 2023–24, EA Sports a semnat cu liga de fotbal spaniolă, Liga Nacional de Fútbol Profesional să sponsorizeze competițiile atât de primul cât și al doilea nivel care au fost sub numele "LaLiga EA Sports" și "LaLiga Hypermotion" pentru cinci sezoane cu un acord de 30 de milioane de € pe an.
În iunie 2023, EA a anunțat o restructurare a companiei, având EA Entertainment și EA Sports ca două divizii separate înăuntrul afacerii sale, cu Cam Weber devenind președinte al diviziei.

## Jocuri

### Începând cu 2012

#### 2012
- FIFA 13
- FIFA Manager 13
- FIFA Street
- Grand Slam Tennis 2
- Madden NFL 13
- NCAA Football 13
- NFL Blitz
- NHL 13
- SSX
- Tiger Woods PGA Tour 13
- UEFA Euro 2012

#### 2013
- Tiger Woods PGA Tour 14
- NCAA Football 14
- Madden NFL 25
- FIFA 14

- NBA Live 14

### 2014
- 2014 FIFA World Cup Brazil
- EA Sports UFC
- Madden NFL 15
- FIFA 15
- NHL 15
- NBA Live 15
- EA Sports PGA Tour

### 2015
- FIFA 16
- Madden NFL 16
- NHL 16
- NBA Live 16

### 2016
- FIFA 17
- Madden NFL 17
- NHL 17